# Idols SM
Idols SM är en sanmarinesisk flickgrupp som bildades 2024. Gruppen består av Asia Ceccoli, Giorgia De Scisciolo, Giulia Rinaldi och Vera Stefania Olkhovskaya. De representerade San Marino i Junior Eurovision Song Contest 2024 med låten "Come noi".

## Historia
Gruppen bildades 2024 efter att Alessandro Capicchioni, San Marinos delegationschef för Eurovision Song Contest och Junior Eurovision Song Contest, la fram förslaget till sångarna Asia Ceccoli, Giorgia De Scisciolo, Giulia Rinaldi och Vera Stefania Olkhovskaya om att de kunde representera landet vid Junior Eurovision Song Contest 2024 i Madrid, Spanien. De introducerades som Idols SM och tillkännagavs som San Marinos deltagare under välgörenhetsevenemanget Sogna ragazzo sogna den 11 september. Det avslöjades också att låten "Come noi" är den som gruppen skulle framföra vid tävlingen. "Come noi" presenterades officiellt för allmänheten den 5 oktober och släpptes den 1 november samma år. Under en intervju med Eurovoix i november 2024 avslöjade Ceccoli att hon kom på gruppens namn själv, inspirerad av K-pop och tog förkortningen San Marino, SM. Den 16 november hölls Junior Eurovision och Idols SM slutade på sjuttonde plats med 47 poäng.
Den 29 november 2024 träffade bandmedlemmarna, förutom Rinaldi, tillsammans med sina föräldrar och en av låtskrivarna till "Come noi", San Marinos turistminister Federico Pedini Amati, som tackade dem för att de representerade landet i tävlingen.

## Medlemmar

### Nuvarande medlemmar
- Asia Ceccoli
- Giorgia De Scisciolo
- Giulia Rinaldi
- Vera Stefania Olkhovskaya